# Sierra de la Paramera y Serrota
Sierra de la Paramera y Serrota este o arie protejată (arie specială de conservare — SAC, sit de importanță comunitară — SCI) din Spania întinsă pe o suprafață de 22.586,82 ha, integral pe uscat.

## Localizare
Centrul sitului Sierra de la Paramera y Serrota este situat la coordonatele 40°29′19″N 4°58′54″W / 40.4885°N 4.9817°V.

## Înființare
Situl Sierra de la Paramera y Serrota a fost declarat sit de importanță comunitară în ianuarie 1998 pentru a proteja 1 specie de plante și 12 specii de animale. Situl a fost protejat și ca arie specială de conservare în septembrie 2015.

## Biodiversitate
Situată în ecoregiunea mediteraneană, aria protejată conține 18 habitate naturale: Pseudostepă cu ierburi și specii anuale de Thero-Brachypodietea, Galerii de Salix alba și de Populus alba, Lande oro-mediteraneene cu formațiuni endemice de grozamă, Mlaștini turboase de tranziție și turbării mișcătoare, Pante stâncoase silicioase cu vegetație casmofită, Liziere de ierburi înalte hidrofile de câmpie și de nivel montan până la alpin, Turbării active, Iazuri temporare mediteraneene, Pajiști oro-iberice cu Festuca indigesta, Roci stâncoase cu vegetație pionieră de Sedo-Scleranthion sau Sedo albi-Veronicion dillenii, Păduri de stejar galițio-portugheze cu Quercus robur și Quercus pyrenaica, Pajiști alpine și boreale, Lacuri și iazuri distrofice naturale, Grohotișuri termofile și vest-mediteraneene, Cursuri de apă de la nivel de câmpie la nivel montan, cu vegetație Ranunculion fluitantis și Callitricho-Batrachion, Formațiuni ierboase bogate în specii de Nardus, dezvoltate pe substraturi silicioase în zone montane (și în zone submontane, în Europa continentală), Formațiuni montane de Cytisus purgans, Fânețe de joasă altitudine (Alopecurus pratensis, Sanguisorba officinalis).
La baza desemnării sitului se află mai multe specii protejate:
- plante (1): Festuca elegans
- amfibieni (1): Discoglossus galganoi
- mamifere (4): lupul (Canis lupus), Galemys pyrenaicus, vidră de râu (Lutra lutra), liliac cu aripi lungi (Miniopterus schreibersii)
- nevertebrate (3): fluturele auriu (Euphydryas aurinia), Euplagia quadripunctaria, rădașcă (Lucanus cervus)
- pești (2): Achondrostoma arcasii, Rutilus alburnoides
- reptile (2): Iberolacerta monticola, Lacerta schreiberi

Pe lângă speciile protejate, pe teritoriul sitului au mai fost identificate 15 specii de plante, 9 specii de amfibieni, 6 specii de mamifere, 2 specii de nevertebrate, 2 specii de reptile.